# Neolophonotus wroughtoni
Neolophonotus wroughtoni là một loài ruồi trong họ Asilidae. Neolophonotus wroughtoni được Ricardo miêu tả năm 1920. Loài này phân bố ở vùng nhiệt đới châu Phi.